# Realismo americano

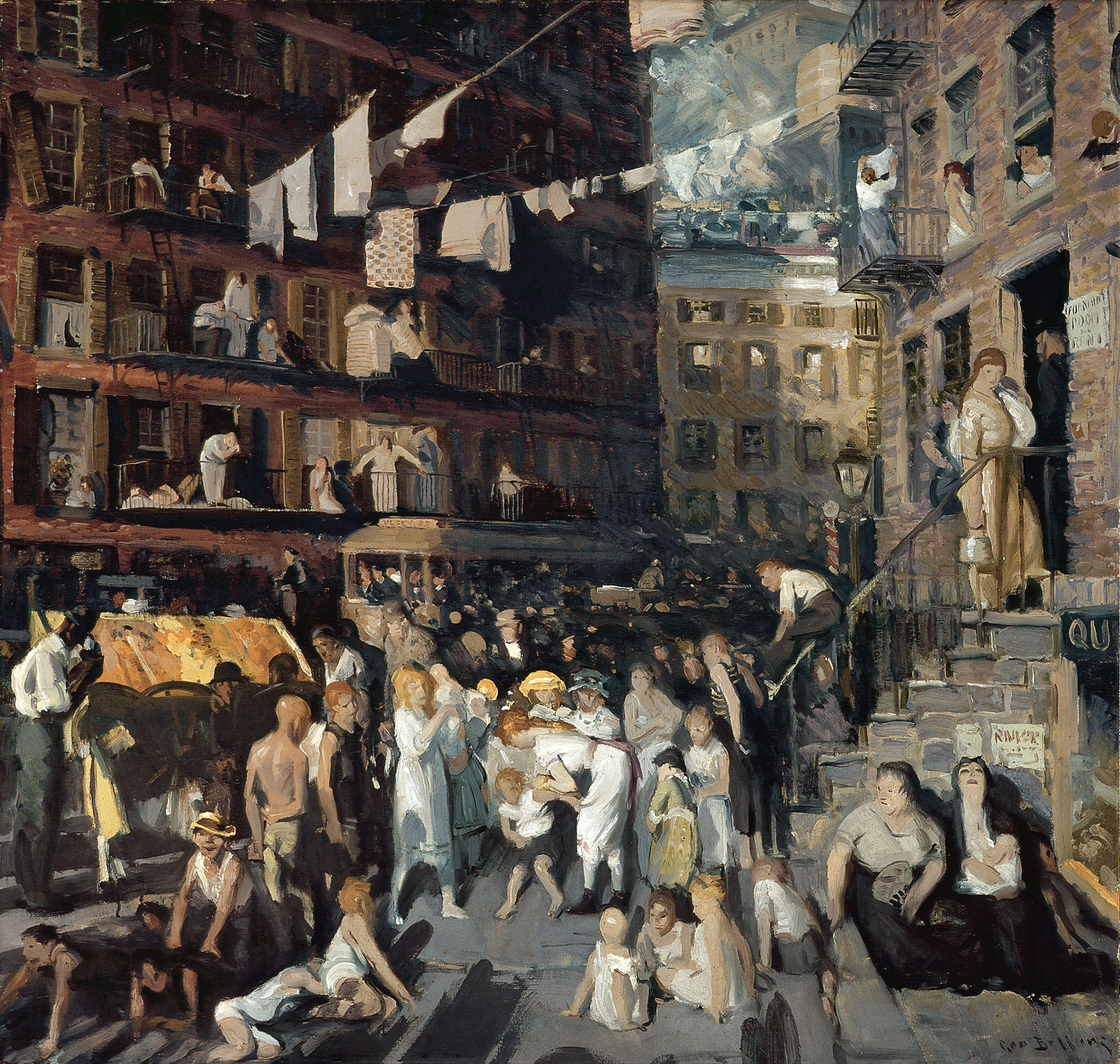
George Bellows, Abitanti di Cliff, 1913, olio su tela, 102.07 × 106.83 cm, Los Angeles County Museum of Art

Il termine realismo americano indica uno stile d'arte sviluppatosi negli Stati Uniti d'America che ha come soggetto le attività giornaliere di persone normali in una realtà socialmente contemporanea. Il movimento inizia a metà del XIX secolo e agli inizi del XX diventa un'importante influenza per molti artisti il cui obbiettivo era ricreare ciò che era reale. Questi artisti stavano cercando di realizzare dei lavori che riflettessero la vita nelle città e la popolazione, che nell'America di quel periodo era più urbana che rurale.

## Contesto storico
Tra la fine del XIX secolo e l'inizio del XX secolo gli Stati Uniti si trovarono al centro di grandi cambiamenti industriali, economici, sociali e culturali. Gli artisti che facevano parte del realismo cercavano di ricreare i paesaggi e la cultura americana attraverso gli occhi di persone semplici, usavano le sensazioni e i suoni delle città come ispirazione per i propri lavori. In questo modo ci si allontanava dalle storie di fantasia, per concentrarsi su ciò che stava accadendo e su cosa volesse dire vivere nel presente.

## La Scuola di Ashcan e Gli Otto

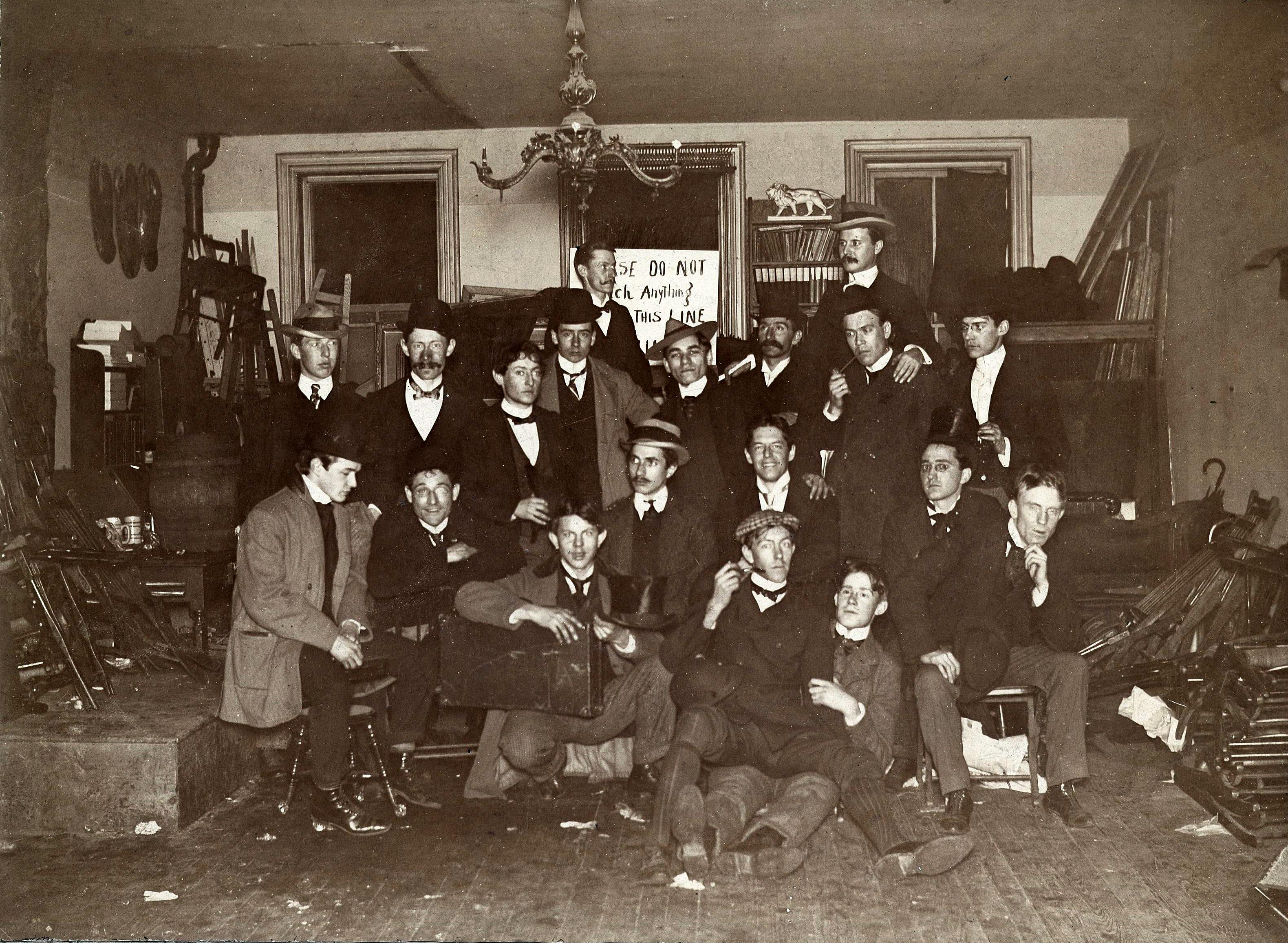
I componenti della Scuola di Ashcan e degli amici, 1898

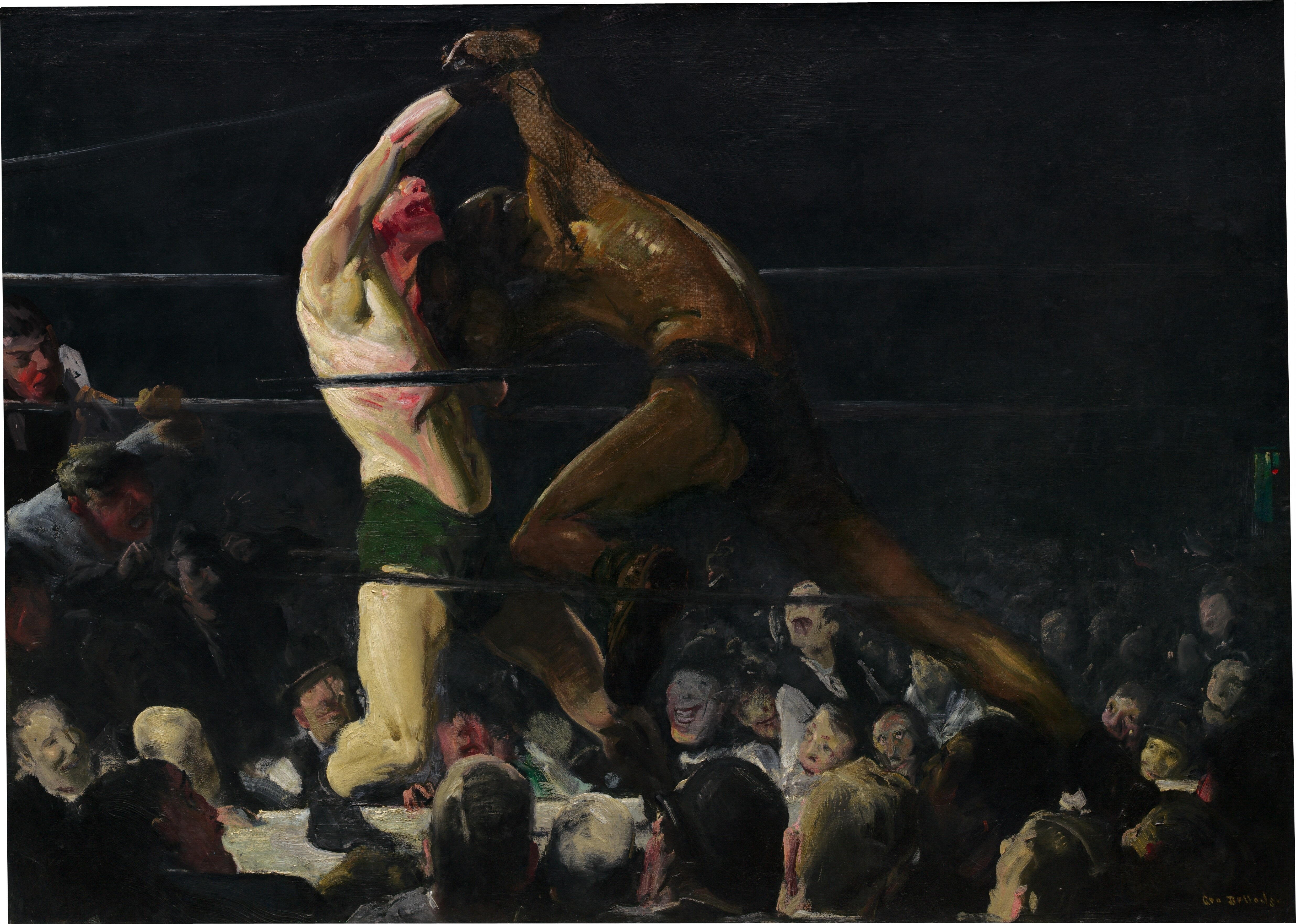
George Bellows, Entrambi i membri di questo club, 1909, olio su tela, 115 × 160.5 cm, National Gallery of Art

Per quanto riguarda l'arte visuale, i grandi del movimento si possono riconoscere tra i nomi del gruppo della Scuola di Ashcan. Questi artisti, attivi tra New York e Filadelfia durante i primi anni del secolo, erano poco interessati alla vita d'alta società e attratti molto di più dalle vite degli americani delle classi più basse, soprattutto degli immigrati. Nelle loro vite si poteva ammirare un paesaggio molto più ricco di colori e sensazioni: usanze, balli e modi di vivere interessanti perché nessuno prima di allora li aveva mai mostrati su tela. I soggetti dei loro lavori erano spesso retrovie, case popolari e baracche con i loro abitanti, taverne e chi le frequentava. Con il disegno dal vero questi artisti riuscivano a descrivere un'America energica, urbana, industriale e tecnologica, ma anche violenta, volgare e miserabile.

### George Bellows
George Bellows (1882-1925) è riconosciuto tutt'oggi per la sua abilità di catturare lo spirito dei personaggi dell'America del XX secolo, precisamente della città di New York. Ha apportato grande contributo alla paesaggistica americana, così come alla ritrattistica. Le sue linee veloci e leggere danno vita ad immagini dinamiche, come si può vedere dai suoi disegni che hanno come soggetto degli incontri di boxe.

Robert Henri, Neve a New York, 1902, olio su tela, National Gallery of Art

### Robert Henri
Robert Henri (1865-1921) era un artista con un particolare interesse per la vita quotidiana. Le sue opere hanno come protagoniste strade vivaci e persone che camminano rapidamente attraverso le vie della città. Invece che trattarsi di una descrizione comica, spesso l'artista dipingeva un fondo scuro, creando un ambiente cupo. La sua tecnica è caratterizzata da pennellate forti e pittura pastosa, tipica della pittura ad olio, che sottolinea la materialità dell'opera.

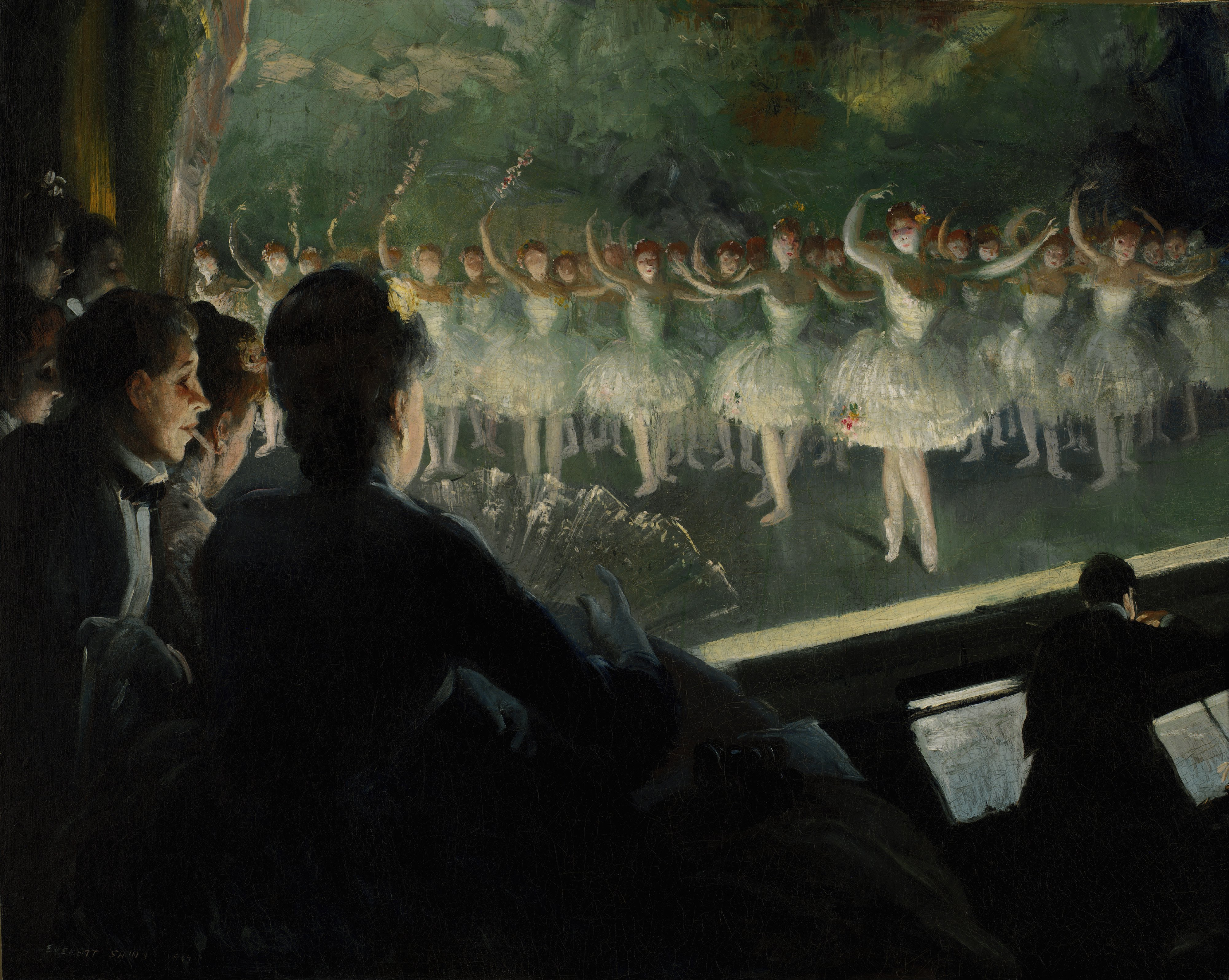
Everett Shinn, Il balletto bianco, 1904, olio su tela, 74 x 93 cm, Smithsonian American Art Museum

### Everett Shinn
Everett Shinn (1876-1953) era considerato dai suoi contemporanei come il leader della Scuola di Ashcan, ma le critiche odierne lo vedono come un pittore superficiale, che dipingeva "per un pubblico". I suoi soggetti erano New York e i suoi teatri, insieme al lusso della vita moderna ispirata dalla città. 

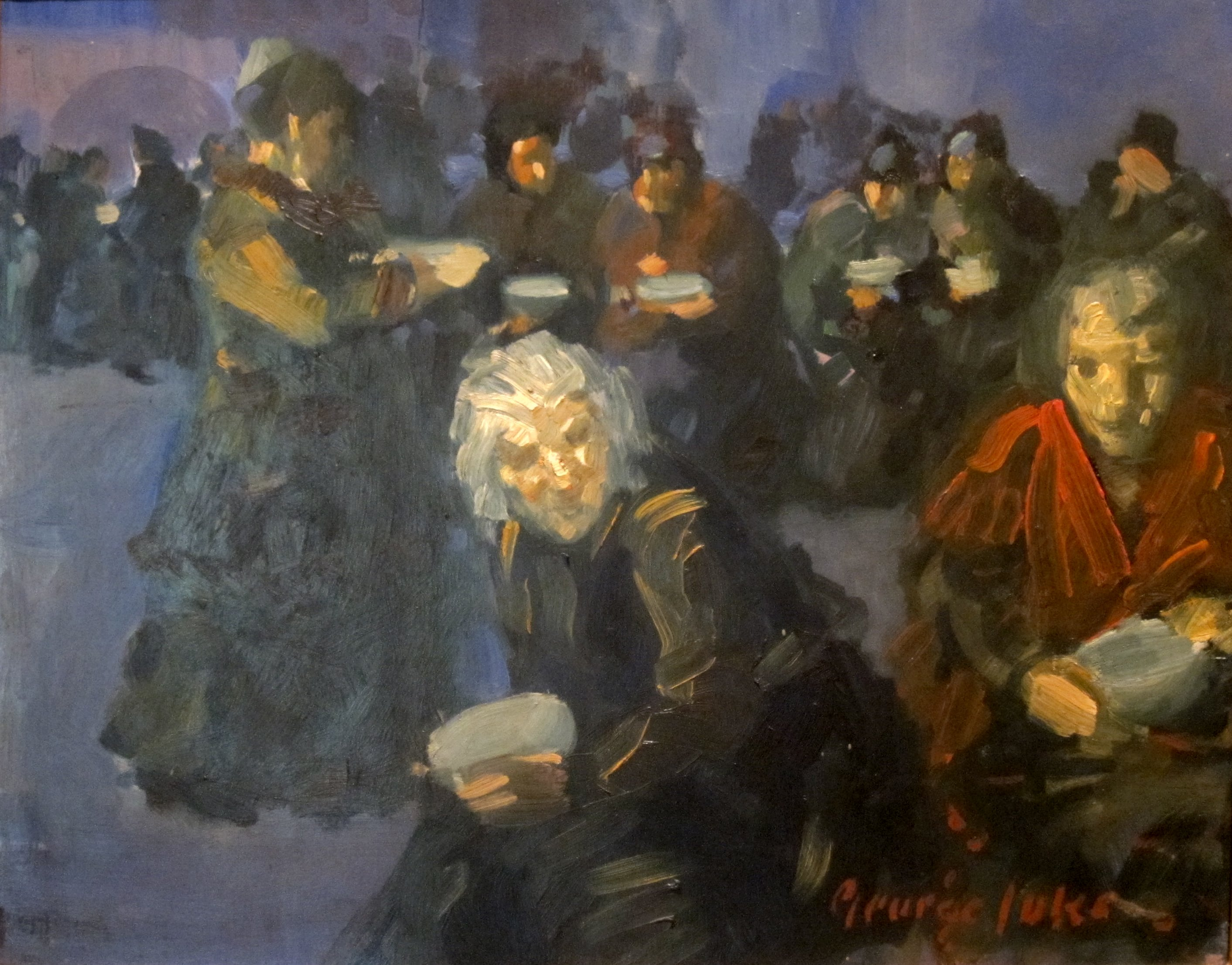
George Benjamin Luks, La linea del pane, 1905, olio su pannello, Dayton Art Institute

### George Benjamin Luks
L'arte di George Benjamin Luks (1866-1933) tendeva a sottolineare, in modo qualche volta prevenuto e umoristico, le preoccupazioni degli Americani che vivevano in grandi città. In quanto figlio di un immigrato, Luks mostrava particolare interesse per la vita e le attività degli immigrati, che diventavano spesso suoi soggetti come nel quadro The Spielers in cui ritrae due bambine mentre ballano un tipo di danza famosa tra gli immigrati del luogo. Proprio in questo lavoro si vede come l'artista fosse in cerca della gioia e della bellezza di una vita anche povera, piuttosto che della sua tragedia.

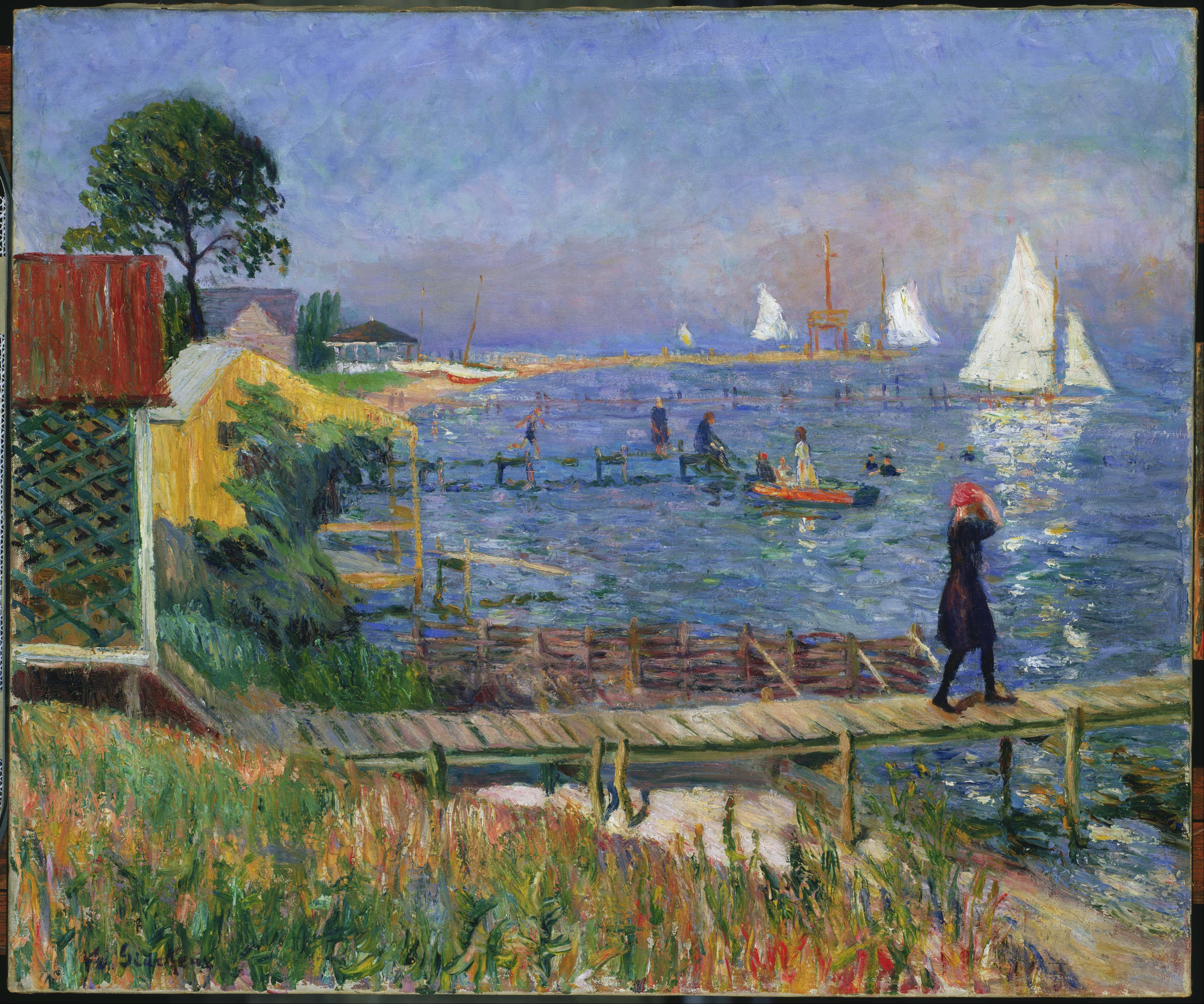
William Glackens, Bagnanti a Bellport, 1912, olio su tela, Phillips Collection

### William Glackens
William Glackens (1870-1938) è riconosciuto per il suo lavoro da illustratore commerciale, oltre che per i suoi quadri che raffiguravano gli abitanti della città nella loro quotidianità. I suoi soggetti sono ambientazioni vivaci, come parchi e porti, fino agli inizi del nuovo secolo, quando il suo stile cambiò radicalmente. Durante l'ultima parte della sua carriera i colori e i soggetti diventarono più simili a quelli dell'impressionismo; le motivazioni di questo cambiamento rimangono per la maggior parte sconosciute.

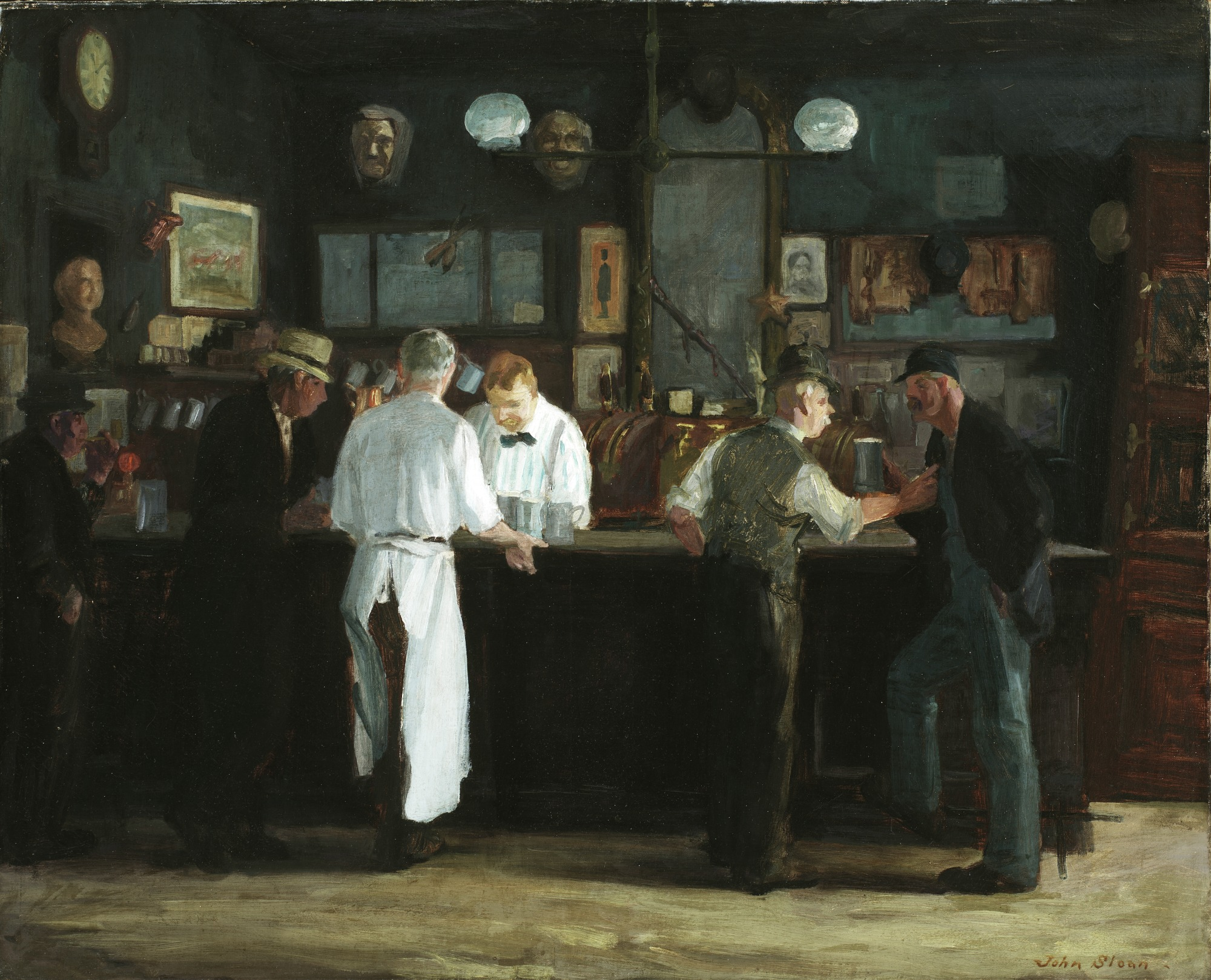
John French Sloan, Il bar di McSorley, 1912, olio su tela, 66.04 × 81.28 cm, Detroit Institute of Arts

### John Sloan
John French Sloan (1871-1951) è ricordato per essersi dedicato anche alla lotta sociale, pubblicando illustrazioni su periodici socialisti e iscrivendosi al Partito Socialista nel 1910. Il periodo più ispirato della sua carriera durò dal 1900 al 1920, durante il quale le sue opere prendevano ispirazione direttamente dalla vita e dal calore umano della grande città. Più raramente evocava malinconia romantica, oppure una vena satirica.

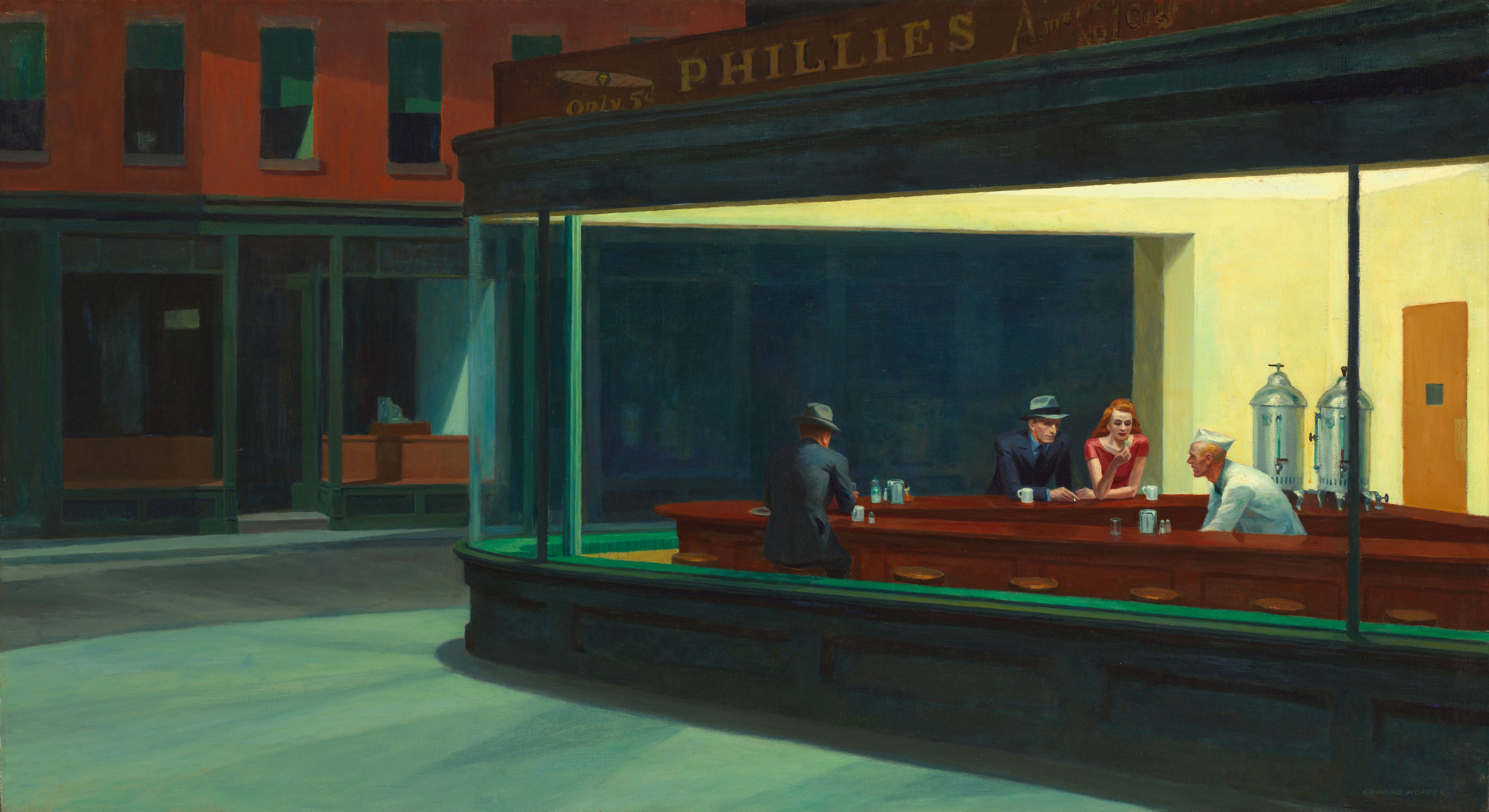
Edward Hopper, I nottambuli (Nighthawks) 1942, olio su tela, 84,1 x 152,4 cm, Art Institute of Chicago

### Edward Hopper
Edward Hopper (1882-1967) è l'artista della Scuola di Ashcan che più di tutti ha influenzato l'arte a lui successiva, come la Pop Art. Le sue opere ricreano realistici scenari urbani con l'intento di scioccare il pubblico fino a fargli riconoscere la peculiarità di luoghi che già conoscevano. Diversamente da alcuni altri artisti della Scuola, Hopper ricreava immagini statiche, con figure anonime e forme geometriche rigide che creavano un inesplicabile senso di solitudine. L'isolamento dei suoi soggetti è intensificato dal caratteristico utilizzo della luce, che tende a isolare le persone e gli oggetti dallo spazio circostante.